# René Girard (labdarúgó)
René Girard (Vauvert,  1954. április 4. –) válogatott francia labdarúgó, középpályás, edző.

## Pályafutása

### Klubcsapatban
1973 és 1980 között a Nîmes labdarúgója volt. 1980-ban szerződött a Bordeaux csapatához, ahol nyolc idényen át szerepelt és három bajnoki címet szerzett illetve két francia kupa győzelmet ért el az együttessel. 1988-ban visszatért a Nîmes csapatához. 1991-ben vonult vissza az aktív labdarúgástól.

### A válogatottban
1981 és 1982 között hét alkalommal szerepelt a francia válogatottban és egy gólt szerzett. Részt vett az 1982-es spanyolországi világbajnokságon.

### Edzőként
1991 és 1994 között a Nîmes, 1996-97-ben a Pau FC, 1998-ban az RC Strasbourg vezetőedzője volt. 2002 és 2008 között a francia válogatott utánpótlás csapatainál volt szövetségi edző. 2009 és 2013 között a Montpellier, 2013 és 2015 között a Lille OSC szakmai munkáját irányította. 2016 óta az FC Nantes vezetőedzője.

## Sikerei, díjai
Franciaország
- Világbajnokság
  - 4.: 1982, Spanyolország

 Bordeaux
- Francia bajnokság
  - bajnok: 1983–84, 1984–85, 1986–87
- Francia kupa (Coupe de France)
  - döntős: 1986, 1987